# 1947 Iso-Heikkila
Iso-Heikkila (asteroide 1947) é um asteroide da cintura principal com um diâmetro de 29,44 quilómetros, a 3,0575774 UA. Possui uma excentricidade de 0,0311539 e um período orbital de 2 047,75 dias (5,61 anos).
Iso-Heikkila tem uma velocidade orbital média de 16,76607566 km/s e uma inclinação de 11,89842º.
Este asteroide foi descoberto em 4 de Março de 1935 por Yrjö Väisälä.